# Brandaris
Brandaris – najwyższe wzniesienie Bonaire – holenderskiej gminy zamorskiej na Karaibach. Wysokość – 240 metrów n.p.m. Położone w północno-zachodniej części wyspy, w Washington Slagbaai National Park.